# Henry Rich, 1. Earl of Holland

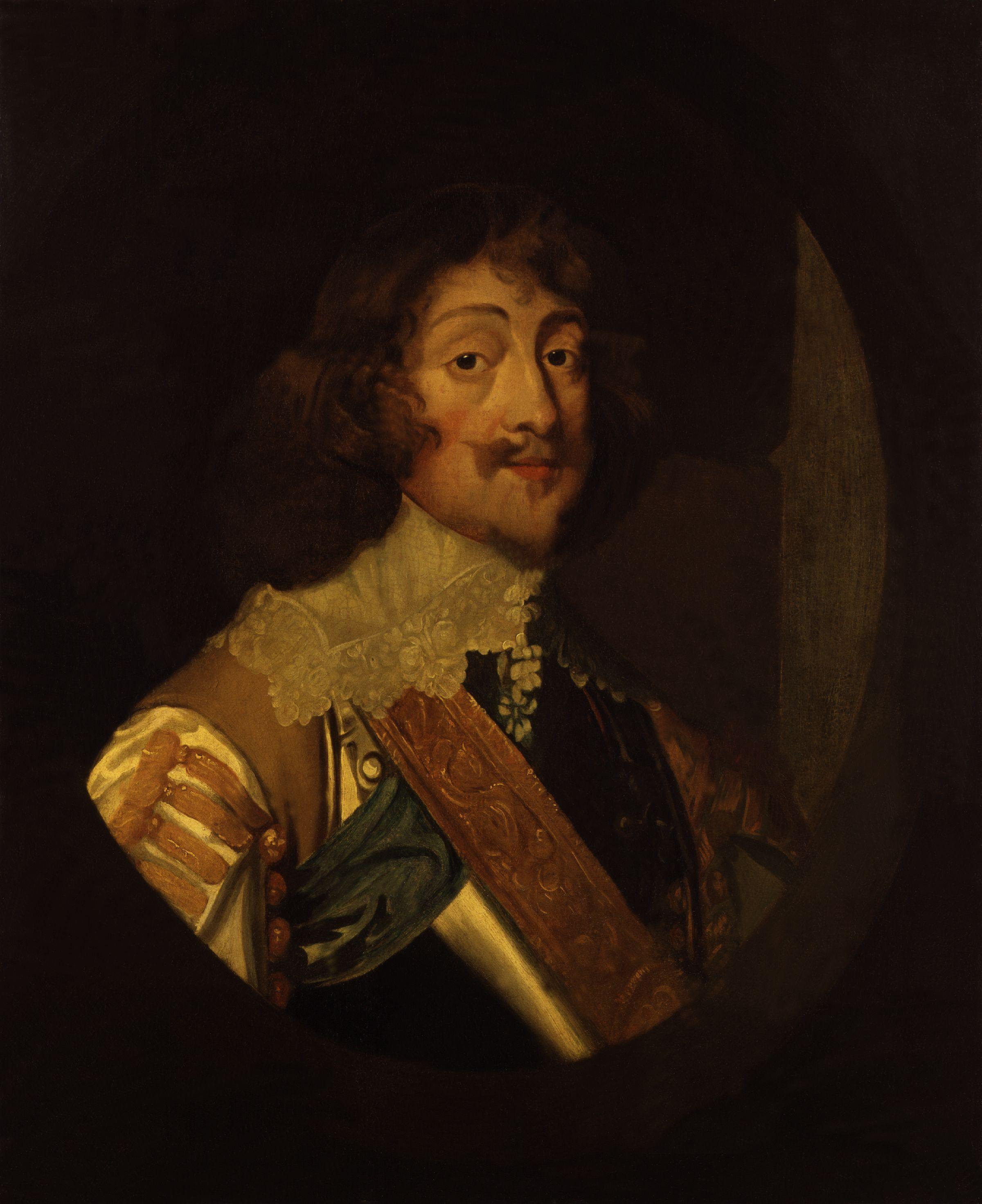
Henry Rich, 1. Earl of Holland, Porträt von Anthonis van Dyck in der National Portrait Gallery (um 1640)

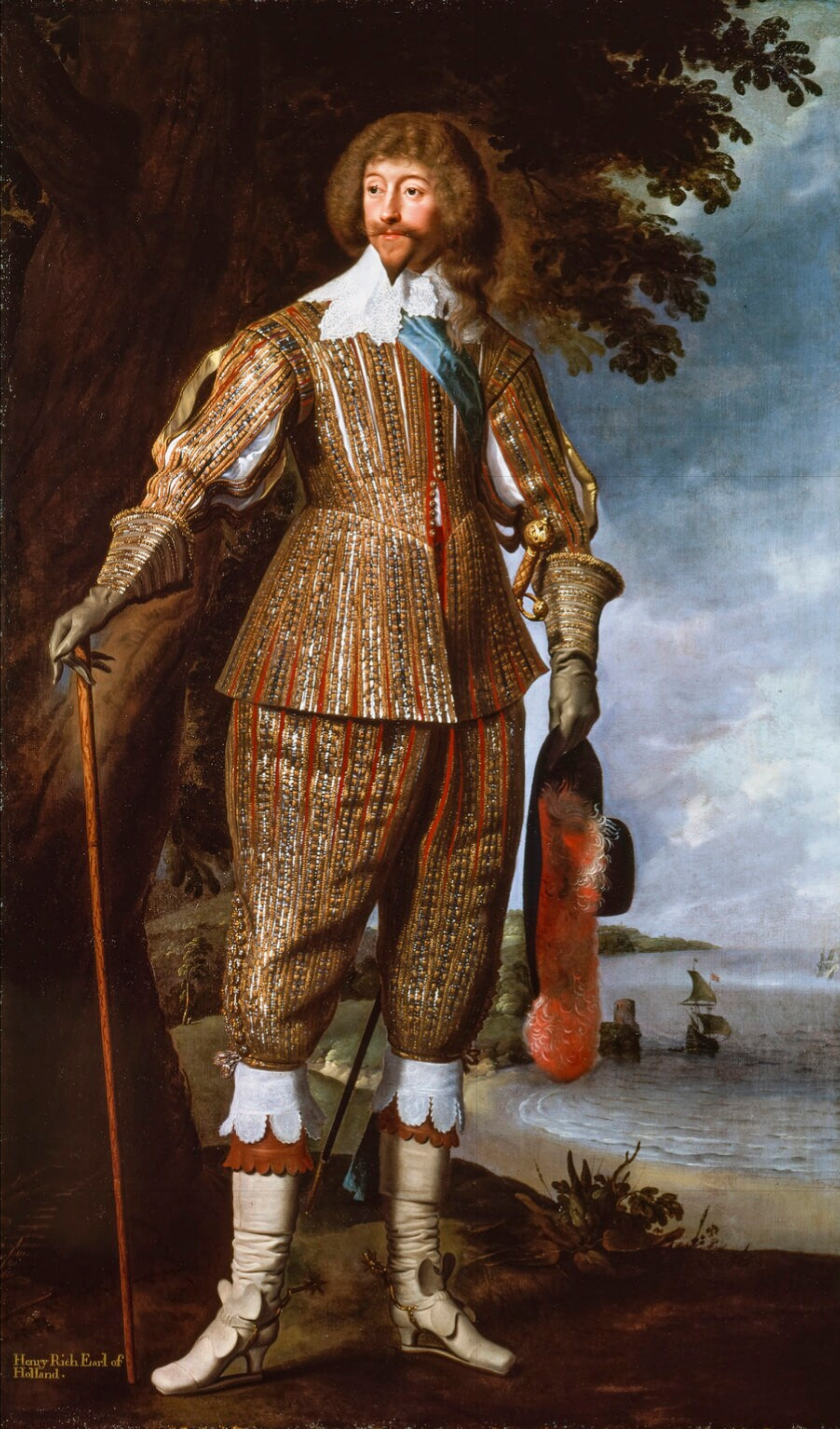
Henry Rich, 1. Earl of Holland, 1640

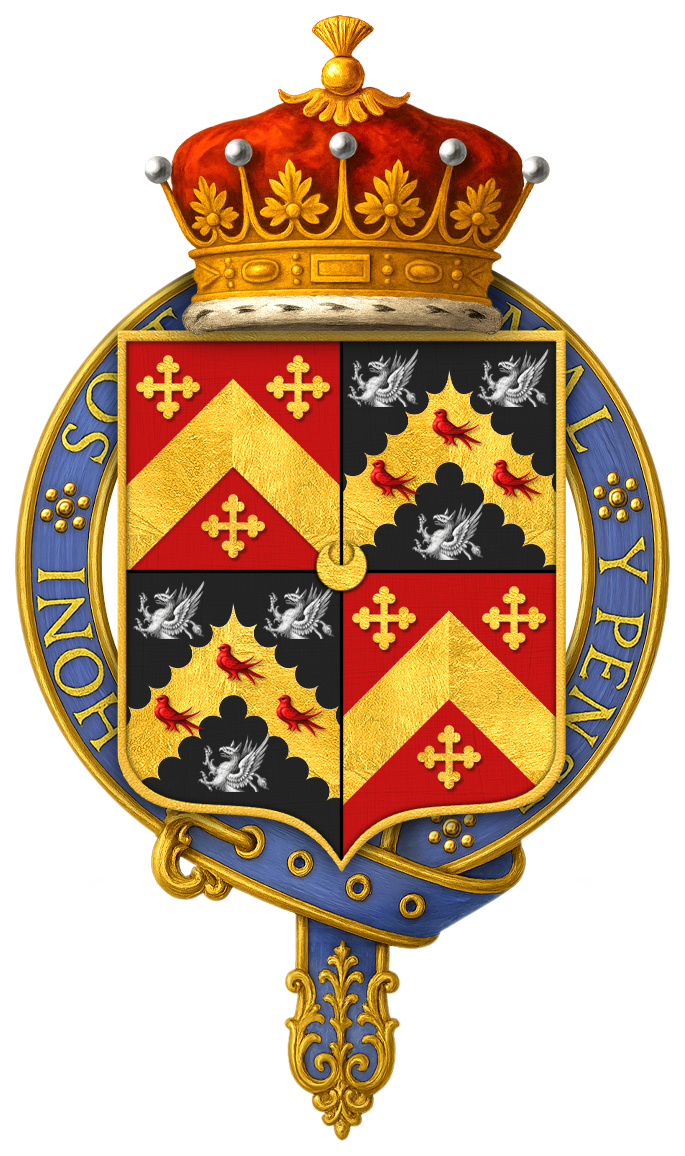
Wappen des Henry Rich, 1. Earl of Holland

Henry Rich, 1. Earl of Holland KG, PC (getauft 19. August 1590; † 9. März 1649 in London) war ein englischer Höfling, Peer, Politiker und Offizier.

## Werdegang
Er war der zweite Sohn von Robert Rich, 1. Earl of Warwick und Lady Penelope Devereux, Tochter des Walter Devereux, 1. Earl of Essex. Sein älterer Bruder war Robert Rich, 2. Earl of Warwick.
Er begann seine Karriere 1610, als er im Rahmen der Investitur des Kronprinzen Henry als Prince of Wales zum Knight of the Bath geschlagen wurde. Von 1610 bis 1614 und 1614 war er als Abgeordneter für das Borough Leicester Mitglied des House of Commons. Er diente von 1617 bis 1630 als Captain der königlichen Leibwache (Yeomen of the Guard). Rasch wurde er einer der Günstlinge des Königs Jakob I., der ihn am 5. März 1623 zum Baron Kensington und am 24. September 1624 zum Earl of Holland erhob, wodurch er Mitglied des House of Lords wurde. Zwischen 1624 und 1626 wurde er mehrmals als Diplomat an den französischen Hof nach Paris entsandt. Dort zählte er zu den vielen Liebhabern der Hofdame Marie de Rohan. 1625 wurde er in den englischen Kronrat (Privy Council) und als Knight Companion in den Hosenbandorden aufgenommen.
Nach der Thronbesteigung von Karl I. erhielt er 1626 das Hofamt eines Gentleman of the Bedchamber. Ab 1628 war er Kanzler der Universität Cambridge, ab 1629 Constable von Windsor Castle und Steward of the Household für Königin Henrietta Maria. Ab 1631 fungierte er auch als Reiserichter (Chief Justice on Eyre, South of Trent) und von 1636 bis 1642 hatte er das Hofamt des Groom of the Stool inne. 1639 war er als General der Kavallerie in den Bischofskriegen in Schottland eingesetzt und wurde 1641 auch in den schottischen Kronrat aufgenommen.
Während der Englischen Bürgerkriege kämpfte er zuerst auf der Seite des Parlaments und wurde von diesem von 1642 bis 1643 als Lord Lieutenant von Middlesex und Berkshire eingesetzt. 1643 nahm er an der Westminstersynode teil. Später wechselte er auf die Seite der Royalisten. Am 10. Juli 1648 wurde er während der Kampfhandlungen in der Stadt St Neots in Huntingdonshire von Truppen der Parlamentarier gefangen genommen und im folgenden Jahr, am 9. März 1649 in London hingerichtet.

## Letzte Monate
Im Folgenden werden die Ereignisse aufgeführt, die zu Richs Gefangennahme in St Neots durch die parlamentarischen Truppen führten und der späteren Hinrichtung in London:

### Rückzug aus Kingston
Am Sonntag, den 9. Juli 1648, sieben Monate vor der Hinrichtung von Karl I. traf Rich mit einem Truppenverband von annähernd 400 Mann in St Neots ein. Die Männer waren nach ihrer Flucht von Kingston upon Thames hungrig und müde, wo die parlamentarischen Truppen sie überrannten. Von seinen ursprünglichen 500 Mann konnte Rich lediglich mit etwa 100 Reitern entkommen, wurde aber sofort von einer kleinen Gruppe von puritanischen und parlamentarischen Reitern verfolgt. Nach langem Zögern in welche Richtung sie fliehen sollten, entschied sich Rich für Northampton. Die Gruppe nahm den Weg über St Albans und Dunstable. Am Stadtrand von Bedford wandte sich die Gruppe nach Osten in Richtung von St Neots. Auf dem Weg von Kingston stießen der junge Duke of Buckingham und der Earl of Peterborough zu ihm. Ihnen gesellte sich dann Colonel John Dalbier hinzu, ein erfahrener deutscher Offizier, der von den Rundköpfen gehasst wurde, nachdem er zuvor mit ihnen unter dem 3. Earl of Essex gedient hatte, bis er zugunsten der Kavaliere zu den Waffen griff.
Richs Stabsoffiziere begehrten nur Ruhe und Sicherheit. Colonel Dalbier berief einen Kriegsrat ein, wo viele Offiziere für die Auflösung und Verteilung in die Umgebung stimmten. Andere wiederum schlugen vor, sie sollten weiter nordwärts ziehen. Colonel Dalbier riet hingegen die strategische Position von St Neots zu beachten und die Tatsache, dass sich seit dem Rückzug aus Kingston ihre Truppenstärke deutlich erhöht hat. Daher schlug er vor ihre Verfolger anzugreifen. Er fügte hinzu, das einen Sieg zu erlangen das Kriegsglück zu ihren Gunsten drehen könnte. Aufgrund seiner großen Kriegserfahrung hatten seine Worte einiges Gewicht. Zusätzlich bot er sich an, die Nachtwache zu übernehmen für den Fall eines Überraschungsangriffs oder den Soldatentod zu sterben in Verteidigung der Stadt. Eine Abstimmung wurde abgehalten und Dalbiers Plan angenommen.
Rich sagte einst, dass er darin besser wäre öffentliche Reden abzuhalten, als mit einem Schwert umzugehen. Im Folgenden trat er an die Seite des Duke of Buckingham und Earl of Peterborough und sprach zu den Stadtvorstehern und Bürgern von St Neots. Im Anschluss sprach der Duke of Buckingham. Er gab von sich, dass sie es nicht wünschen würden einen blutigen Krieg fortzusetzen, aber nur eine beständige Regierung unter Karl I. wollten. Es wurden auch Zusicherungen gegeben, dass es weder zu Ausschreitungen noch zu Beschädigung des Eigentums der Stadtbewohner durch die royalistischen Truppen kommen würde. In diesem Zusammenhang ist zu erwähnen, dass sie ihr Versprechen bzgl. des letzten Teils eingehalten haben.
Ermüdet durch ihre Schlacht und dem sich daraus ergebenden Rückzug aus Kingston, ersuchten die Feldoffiziere begierig um eine Ruhepause. Getreu seinem Wort übernahm Colonel Dalbier die Nachtwache. Die kleine Gruppe von puritanischen Reitern, welche sie verfolgt hatte, traf auf Colonel Adrian Scroope und seine Rundkopftruppen von ihrer Militäreinheit in Colchester, als sie Hertford erreichten.
Um zwei Uhr am Montagmorgen, den 10. Juli, kam eine Vorhut von 100 Dragonern vor der Hauptarmee der parlamentarischen Truppen bei Eaton Ford an. Dalbier bemerkte ihre Ankunft unmittelbar und gab sofort Alarm: „To horse, to horse!“ Die Dragoner, die mit Musketen und Schwertern bewaffnet waren, überquerten die St Neots’ Brücke. Zu jenem Zeitpunkt waren die Royalisten von dem Eintreffen der parlamentarischen Truppen überrascht und daher unzureichend vorbereitet.

### Kampfhandlungen in St Neots
Die wenigen Royalisten, welche die Brücke bewachten, gaben vor der überlegenen Anzahl auf sie zukommenden Dragonern nach. Der folgende Kampf wurde nun auf dem Hauptplatz und den Straßen der Stadt ausgetragen. Die restlichen Royalisten waren nunmehr völlig auf den Kampf vorbereitet. In der Zwischenzeit kam die Hauptarmee der Rundköpfe an und eine weitere Welle von Puritanern überquerte die Brücke in die Stadt. Die Kampfhandlungen war erbittert. Die Puritaner gewannen am Boden.
Colonel Dalbier starb zu Beginn der Kampfhandlungen. Andere prominente Royalisten, wie Buckinghams jüngerer Bruder Francis Villiers und Kenelm Digby, Sohn des gleichnamigen Naturphilosophen, fielen ebenfalls. Wiederum andere Offiziere und Männer ertranken auf der Flucht bei ihrem Versuch den Fluss Ouse zu überqueren. Der junge Duke of Buckingham wurde von der Schnelligkeit der Ereignisse überrascht und floh mit 60 Reitern nach Huntingdon. Er wollte sich nach Lincolnshire durchschlagen, allerdings waren ihm die Rundköpfe auf den Fersen, so dass er seine Pläne änderte und eine Ausweichroute zurück nach London nahm, von wo er später nach Frankreich floh.
Rich und seine Leibwache kämpften sich den Weg zu dem Gasthaus frei, in dem sie die vergangene Nacht verbrachten. Die Tore waren verschlossen und verriegelt, wurden aber schnell geöffnet, um ihnen Einlass zu gewähren, und dann wieder sofort verschlossen, nach dem sie eingetreten waren. Die Parlamentarier schlugen sie bald ein und verschafften sich Zugang zum Gasthaus. Die Tür zu Richs Zimmer wurde aufgebrochen. Rich stand ihnen mit seinem Schwert in seiner Hand gegenüber. Es wird berichtet, dass er ihnen seine Kapitulation angeboten hat, sowie die seiner Armee und der Stadt St Neots, unter der Bedingung, dass sein Leben verschont wird.
Die Puritaner ergriffen Rich und brachten ihn zu Colonel Scroope, der ihnen befahl, ihn zu fesseln und unter Bewachung zu inhaftieren. Die restlichen royalen Gefangenen wurden über die Nacht in der Pfarrkirche von St Neots eingesperrt und dann am folgenden Morgen nach Hitchin gebracht. Rich und fünf weitere Stabsoffiziere verlegte man nach Warwick Castle, welches während des Krieges ein militärischer Stützpunkt der Parlamentarier war. Bis zu seinem Hochverratsprozess verbrachte Rich dort die nächsten sechs Monate als Gefangener. In London hieß es: „His Lordship may spend time as well as he can and have leisure to repent his juvenile folly.“
Der Earl of Peterborough konnte auch fliehen, indem er sich als Kaufmann (gentleman merchant) verkleidete, wurde aber später wiedererkannt und festgenommen. Freunde verhalfen ihm zu Flucht, als er auf den Weg nach London zu seiner Gerichtsverhandlung war. Er blieb in verschiedenen geheimen Unterschlüpfen (safe houses), finanziert durch seine Mutter, bis er aus dem Land fliehen konnte.

### Verhandlung und Hinrichtung
Am 27. Februar 1649 wurde Rich nach London zu seiner Gerichtsverhandlung überführt, wo er eines Hochverrats angeklagt wurde. Er plädierte auf nicht schuldig und behauptete, dass er die Stadt St Neots nur unter der Bedingung übergeben hatte, dass sein Leben verschont werden würde. Ferner wurde aufgeführt, dass Rich sich 1643 dem Parlament angeschlossen hatte, aber schon im selben Jahr die Seiten wechselte und zu den Royalisten übergelaufen war. Dabei nahm er an der Schlacht von Chalgrove teil, stahl sich aber in dunkler Nacht vor deren Ende davon.
Am 3. März wurde Rich wegen Hochverrat schuldig gesprochen und zum Tode verurteilt. Sein Bruder, der Earl of Warwick, und seine Schwägerin, die Countess of Warwick, sowie andere Ladies vom Rang ersuchten das Parlament um sein Leben. Bei der folgenden Abstimmung kam es im Parlament zu einem Unentschieden, so dass der Speaker die ausschlaggebende Stimme (casting vote) abgab. Die Gnadengesuch hat die Hinrichtung lediglich um zwei Tage verzögert. In diesen Tagen war Rich ernsthaft krank, weder aß noch schlief er.
Am Morgen des 9. März schritt Rich ohne fremde Hilfe an seinen Richtplatz vor die Westminster Hall. Jedem, den er auf seinen Weg dorthin trat, sagte er, dass seine Kapitulation in St Neots nur unter der Bedingung vonstattenging, dass sein Leben geschont würde. Am Schafott betete er, vergab dann seinem Henker und gab ihm alles Geld, was er bei sich hatte, annähernd 10 Pfund Sterling. Danach legte er sein Haupt auf den Block und signalisierte dem Henker, dass er bereit war, indem er seine Arme nach außen streckte. Der Henker trennte mit einem Schlag mit der Axt sein Kopf vom Rumpf ab. Aufgrund seines zuletzt geschwächten Gesundheitszustandes floss nur sehr wenig Blut und viele hatten das starke Gefühl, sogar wenn die Hinrichtung nicht stattgefunden wäre, hätte er wahrscheinlich nicht mehr lange zu leben gehabt.
Der Zweite Englische Bürgerkrieg erreichte seinen Höhepunkt im August 1648 bei der Schlacht von Preston. Zu jenem Zeitpunkt marschierten die Rundköpfe trotz schlechter Wetterbedingungen in 26 Tagen 250 Meilen und besiegten bei Preston die Royalisten. Durch ihren Sieg gewährleisteten sie, dass die Royalisten nie wieder eine Armee aufstellen konnten.
Die Einwohner von St Neots, die sich anscheinend während des ganzen Konflikts neutral verhalten hatten, setzten ihr friedvolles Dasein fort.

## Ehe und Nachkommen
Er heiratete 1616 Isabel Cope († 1665), Tochter des Regierungsbeamten Sir Walter Cope (1553–1614) und seiner Ehefrau Dorothy Grenville (1563–1638). Über sie erbte er den Familiensitz Cope Castle in Kensington, den er zwischen 1625 und 1635 erheblich ausbauen ließ und zu Holland House umbenannte. Das Paar hatte zehn gemeinsame Kinder:
- Lady Dorothy Rich (1616–1617);
- Lady Frances Rich (161–1672) ⚭ 1632 William Paget, 5. Baron Paget;
- Robert Rich, 5. Earl of Warwick, 2. Earl of Holland (1619–1675), ⚭ (1) Lady Anne Montagu, ⚭ (2) Elizabeth Ingram;
- Lady Isabella Rich (* 1623) ⚭ Sir James Thynne (1605–1670);
- Lady Sussannah Rich (1628–1649) ⚭ 1640 James Howard, 3. Earl of Suffolk (1620–1689)[6]
- Lady Diana Rich († 1658);
- Hon. Charles Rich († 1645);
- Hon. Henry Rich († 1669);
- Hon. Cope Rich (1635–1676);
- Lady Mary Rich (1636–1666) ⚭ 1657 John Campbell of Glenorchy, ab 1681 Earl of Breadalbane and Holland.